# Sveriges Radio

Logo

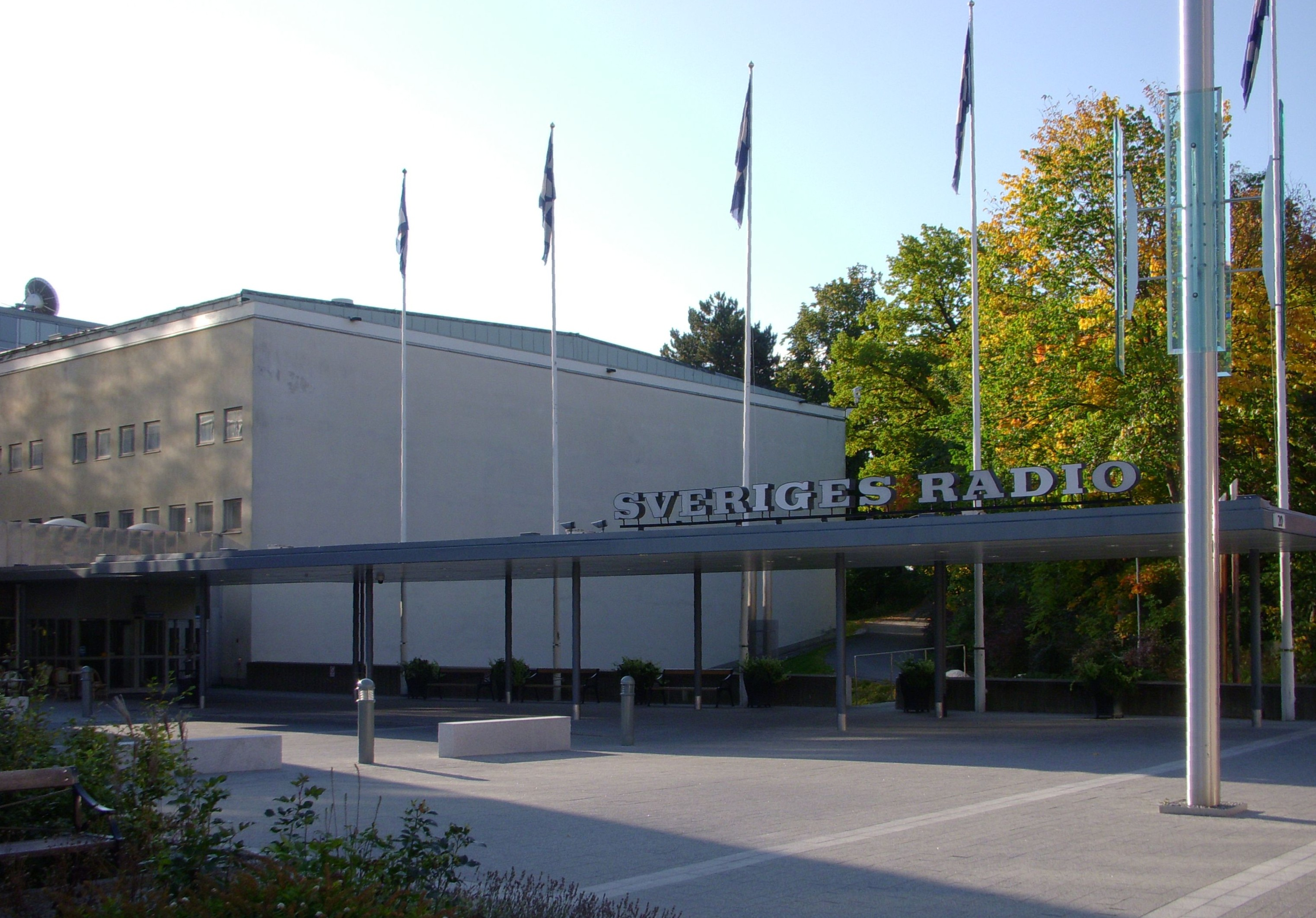
Sitz von Sveriges Radio in Stockholm

Sveriges Radio AB (SR; deutsch Radio Schweden oder Schwedischer Hörfunk) ist die öffentlich-rechtliche Hörfunkanstalt Schwedens. Die 4 nationalen und 27 regionalen Sender der Aktiengesellschaft in Stiftungsbesitz senden werbefreie Radioprogramme sowohl auf Schwedisch als auch in Minderheitensprachen wie Finnisch, Meänkieli und Samisch.
Bis zum Beginn der 1980er-Jahre strahlte Sveriges Radio auch zwei Fernsehkanäle aus, die heute von Sveriges Television betrieben werden.

## Geschichte
Als Pionier des schwedischen Rundfunks gilt K. G. Eliasson, der 1924 zu den Begründern des Göteborger Radio-Clubs gehörte. SR wurde 1925 unter dem Namen Radiotjänst („Radiodienst“) im Rahmen des Verstaatlichung des Radios in Schweden gegründet. Anfangs wurden lediglich einige Stunden Programm am Abend auf einem Kanal gesendet. Ab 1926 wurde das Programm ausgeweitet, und 1933 wurden Sendungen für rund acht Stunden täglich produziert.
1937 startete Dagens Eko („Echo des Tages“) als kommentierendes Nachrichtenprogramm. Kurze Nachrichtentelegramme produzierte Tidningarnas Telegrambyrå (TT).
Im Zweiten Weltkrieg spielte der Radiodienst eine wichtige Rolle in der Kriegsberichterstattung.
Mit der Gründung des zweiten Radiokanals P2 wurde das Senderportfolio 1955 erstmals erweitert. 1956 begann man mit der Ausstrahlung von Fernsehprogrammen. 1957 wurde das Unternehmen in Sveriges Radio umbenannt.
Anfang der 1960er-Jahre bedrohten Piratensender die Monopolstellung von Sveriges Radio. Als Antwort darauf wurde Melodiradion („Das Melodieradio“) in Betrieb genommen, das den Hörern leichte Unterhaltungsmusik bot. 1962 wurden erstmals Programme auf dem dritten Kanal P3 ausgestrahlt. P3 ging 1964 in den regulären Betrieb über.
1966 wurde eine Profilierung der bestehenden Kanäle durchgeführt. P1 wurde zum seriösen Informationskanal, P2 sendete fortan regionale Programme, Schulradio und seriöse Musikprogramme, während P3 leichte musikalische Unterhaltung bot.
Ab 1977 strahlte P3 Lokalradioprogramme von 24 Stationen aus.
Ende der 1970er-Jahre stand Sveriges Radio vor der größten Reorganisation seiner Geschichte. Das Unternehmen wurde in vier Tochtergesellschaften aufgeteilt: Sveriges Riksradio (RR), Sveriges Lokalradio (LRAB), Sveriges Utbildningsradio (UR) und Sveriges Television (SVT).
Nach dem Mord an Olof Palme im Jahre 1986 wurde die ganztägige Ausstrahlung von Nachrichtensendungen eingeführt. 1987 ging der vierte Radiokanal P4 auf Sendung, der unter der Regie von LRAB lief.
1993 gab es eine weitere Umorganisierung. RR und LRAB wurden zu Sveriges Radio zusammengeführt, während die bisherige Muttergesellschaft aufgelöst wurde. An ihre Stelle trat 1994 eine Stiftung, der seitdem SR, UR und SVT gehören. Im Rahmen der Veränderungen des Jahres 1993 wurde P3 zum Jugendradio und P4 wendete sich der älteren Hörerschaft zu.
Am 31. Dezember 1995 sendete TT zum letzten Mal Nachrichten auf den Kanälen von Sveriges Radio. Heute laufen alle landesweiten Nachrichtensendungen und der Bezeichnung Ekot („Das Echo“) und werden von der gleichnamigen Nachrichtenredaktion der Rundfunkanstalt produziert.
Im September 1995 wurden erstmals Sendungen im DAB-Verfahren ausgestrahlt – der Ausbau wurde 2006 abgebrochen und die weitere technische Entwicklung ist zurzeit offen. Im Juni 1996 begann man mit der Verbreitung von Sendungen im Real-Audio-Format über das Internet. Später wurde auch das Windows-Media-Format unterstützt.

## Programm
Die vier Hauptprogramme (Ausstrahlung via UKW und Internet) sind
- Sveriges Radio P1
- Sveriges Radio P2
- Sveriges Radio P3
- Sveriges Radio P4

### Lokalradio
P4 sendet zu bestimmten Tageszeiten Lokalprogramme:
- P4 Blekinge
- P4 Dalarna
- P4 Gotland
- P4 Gävleborg
- P4 Göteborg
- P4 Halland
- P4 Jämtland
- P4 Jönköping
- P4 Kalmar
- P4 Kristianstad
- P4 Kronoberg
- P4 Malmöhus
- P4 Norrbotten
- P4 Sjuhärad
- P4 Skaraborg
- P4 Stockholm
- P4 Södertälje
- P4 Sörmland
- P4 Uppland
- P4 Värmland
- P4 Väst
- P4 Västerbotten
- P4 Västernorrland
- P4 Västmanland
- P4 Örebro
- P4 Östergötland

### Zusätzliche Programme in Stockholm
Den Großraum Stockholm versorgen drei Kanäle:
- P4 Stockholm auf UKW 103,30 MHz mit 60 kW max. ERP
- P4 Södertälje auf UKW 93,80 MHz mit 0,9 kW max. ERP (vormals Sveriges Radio P5 und SR Metropol)
- Sveriges Radio P6 auf UKW 89,60 MHz mit 0,9 kW max. ERP, ein Mischprogramm aus Radio Sweden, Sveriges Radio Finska, SR Sápmi, P4 Plus und BBC World Service

### Zusätzliches Programm in Malmö
- Im Großraum Malmö betreibt Sveriges Radio den Jugendkanal P3 Din gata[3], der sich auf ein Hip-Hop und R&B-Programm spezialisiert hat und damit ein vorwiegend jüngeres Publikum anspricht. Gesendet wird mit 6 kW auf der Frequenz 100,6 MHz. Der Kanal erreicht somit nicht nur den Großraum Malmö, sondern ist auch z. B. in Kopenhagen zu empfangen.

### Weitere Kanäle
Neben den landesweit bzw. regional zu empfangenden Haupt- und Zusatzprogrammen produziert Sveriges Radio eine Reihe weiterer Kanäle:
- P4 Plus (Oldies; Internet)
- Radioapans knattekanal (Kindersender; Internet)
- SR Sápmi (Sendungen in samischer Sprache; UKW und Internet)
- Sveriges Radio Finska (Sendungen auf Finnisch, Finnlandschwedisch und Meänkieli; UKW, DAB und Internet)

### Eingestellte Programme
- P2 Klassiskt (klassische Musik; DAB und Internet)
- P2 Världen (Weltmusik; Internet)
- P3 Rockster (Rockmusik)
- P3 Star (aktuelle Hits; DAB und Internet)
- P3 Street (R'n'B und Hip-Hop)
- P3 Svea (schwedische Musik)
- SR Atlas (Musik aus der ganzen Welt)
- SR Bubbel (Kindersender)
- SR c (Plattform für experimentelles Radio)
- SR Extra (Kanal für besondere Ereignisse; Internet)
- SR Minnen (Redaktionell aufbereiteter Archivkanal)
- SR X (Pop- und Rockmusiksender, Ausstrahlung endete 2006)

## Auslandsdienst Radio Sweden
Der Auslandssender von Sveriges Radio ist Radio Sweden (früher: SR International). Früher wurden die Sendungen vorwiegend auf Kurzwelle, in Europa auch auf Mittelwelle ausgestrahlt. Am 16. März 2010 kündigte Sveriges Radio an, seine Sendungen auf Kurz- und Mittelwelle zum 31. Oktober 2010 einzustellen. Sendungen ins Ausland werden seitdem nur noch über das Internet und über Satellit verbreitet. Die Sprachdienste für Einwanderer in Albanisch, Assyrisch-Aramäisch, Serbisch, Bosnisch und Kroatisch wurden ebenfalls zu diesem Zeitpunkt beendet. Beibehalten wurden die Sendungen auf Englisch (auch im Inlandsdienst), Deutsch, Russisch, Persisch, Dari und Kurdisch. Neu gegründet wurden die Sprachdienste für Arabisch, Somali und Romani. Einige der Sendungen werden derzeit über UKW auf P2 und P6 ausgestrahlt. Die Meldungen aus den Nachrichtensendungen sind auch auf der Website der jeweiligen Sprachredaktion zu lesen.
Seit 1938 sendete Sveriges Radio auch ein deutsches Programm, Radio Schweden. Solange es noch auf Kurz- und Mittelwelle (6065 kHz, 1179 kHz) zu hören war, bestand es zuletzt aus einem werktäglichen halbstündigen Magazin und dem ebenfalls halbstündigen Spiegel der Woche, einem samstäglichen Wochenrückblick. Am 4. Februar 2008 gab der Schwedische Rundfunk bekannt, dass diese Sendungen zum 31. März 2008 eingestellt werden. An die Stelle des Programms auf Kurzwelle traten seitdem Podcasts unterschiedlicher Länge von Montag bis Freitag, die von den verbliebenen Mitgliedern der deutschen Redaktion produziert wurden. Auf der Website des deutschen Programms sind alle Sendungen im Podcast-Feed verfügbar.
Am 21. Januar 2016 gab der Schwedische Rundfunk bekannt, die deutsche Redaktion werde ihre Tätigkeit zum 31. März 2016 einstellen. Kurz darauf wurde aber bekannt, dass der Dienst schon zum 4. März 2016 beendet werde. An diesem Tag werde Radio Schweden „zum letzten Mal die Homepage mit Nachrichten bestücken und einen Podcast produzieren“, sagte Redaktionsleiter Ingemar Löfgren, der Ende März 2016 in Rente ging. Auch die russische Redaktion wurde zum gleichen Zeitpunkt geschlossen.